# CMC International
CMC International — американский независимый лейбл, основанный Томом Липски в 1991 году. Был сосредоточен в основном на хард-роке и хэви-метале. Лейбл был пристанищем для многих исполнителей хард-рока, арена-рока, глэм-метала и AOR в период, когда все мейджор-лейблы инвестировали все свои финансы в гранж и альтернативных рок-исполнителей. В 1995 году CMC начал партнерство с BMG Entertainment, который в 1999 году принадлежал большинству компаний, а учредитель Том Липски занимал миноритарную долю.
CMC International стал подразделением Sanctuary Records Group в 2000 году, когда Липски стал президентом Sanctuary Records в Северной Америке. После того, как Universal Music Group приобрела Sanctuary в 2007 году, CMC International перестал существовать.
Том Липски в настоящее время работает президентом подразделения Roadrunner Records Loud & Proud.

## Исполнители
- Accept
- Annihilator
- Pat Benatar
- Blackthorn
- Bruce Dickinson
- Blue Öyster Cult
- Christopher Cross
- Deep Purple
- Dokken
- Eddie Money
- The Fixx
- Iron Maiden
- Judas Priest
- Kix
- L.A. Guns
- Alexi Lalas
- Ла Тойя Джексон
- Loverboy
- Lynyrd Skynyrd
- Yngwie J. Malmsteen
- Molly Hatchet
- Motörhead
- Overkill
- Saigon Kick
- Saxon
- Slaughter
- Soulmotor
- Styx
- 38 Special
- Thin Lizzy
- Tyketto
- Vixen
- Warrant
- Widowmaker
- W.A.S.P.
- Yes